# Scott Norwood
Scott Allen Norwood (* 17. Juli 1960 in Alexandria, Virginia) ist ein ehemaliger US-amerikanischer American-Football-Spieler auf der Position des Kickers. Er spielte für die Birmingham Stallions der United States Football League (USFL) und die Buffalo Bills in der National Football League (NFL).

## Leben
Norwood war Fußballspieler. Er wurde Kicker für das Footballteam der James Madison University. Seine Profikarriere begann 1983 bei den Birmingham Stallions der USFL. 1985 wechselte Norwood zu den Buffalo Bills der NFL, die damals eine der schwächsten Ligateams waren, bis Head Coach Marv Levy Ende der 1980er-Jahre ein schlagkräftiges Team um Quarterback Jim Kelly, Runningback Thurman Thomas und Defensive End Bruce Smith aufbaute.
Norwood wurde 1988 ins Pro-Bowl-Match der besten Spieler gewählt und erreichte mit den Bills den Super Bowl XXV gegen die New York Giants. Wenige Sekunden vor Schluss stand es 19:20, und Norwood hatte die Chance, mit einem Field Goal aus 47 Yards das Spiel zu entscheiden. Norwoods Schuss ging rechts daneben („Wide Right“) und wurde zu einem der berühmtesten Fehlschüsse der NFL-Geschichte. In den Play-offs des Folgejahrs rehabilitierte sich Norwood, indem er im AFC Championship Game das entscheidende Field Goal gegen die Denver Broncos verwandelte, der Super Bowl XXVI wurde gegen die Washington Redskins verloren. Danach wurde Norwood durch Steve Christie ersetzt und beendete seine Karriere. Nach seiner Spielerkarriere arbeitete er in der Immobilienbranche.

## Resonanz
Im Film Ace Ventura – Ein tierischer Detektiv (1994) vergibt ein Kicker namens Ray Finkle in letzter Sekunde ein Field Goal, das den Miami Dolphins den Super Bowl gewonnen hätte. Im Film Buffalo ’66 (1998) passiert einem Kicker namens Scott Wood für die Buffalo Bills dasselbe Malheur.